# Brian Clough
Brian Howard Clough (Middlesbrough, 21 maart 1935 – Derby, 20 september 2004) was een Engels voetballer en voetbaltrainer.
Als speler stond Clough bekend als iemand die makkelijk doelpunten wist te maken, in 274 competitiewedstrijden wist hij 251 maal te scoren. In 1959 speelde hij twee interlands voor Engeland. Hij stopte op 29-jarige leeftijd voortijdig zijn carrière als speler, nadat hij ernstig geblesseerd raakte aan zijn voorste kruisband.
Zijn grootste successen behaalde Clough als trainer van Derby County en Nottingham Forest. Met deze laatste club won hij in 1977/78 het Engelse kampioenschap en in 1978/79 en 1979/80 de Europacup I. Hij was de vader en trainer van voormalig aanvaller en oud-international Nigel Clough.

## Begin van carrière
Na een 9-jarige voetbalcarrière, die hem langs Middlesbrough en Sunderland bracht, begon Clough in 1965 op 30-jarige leeftijd aan een trainerscarrière. Samen met zijn assistent Peter Taylor ging hij Hartlepool United trainen. Na goede resultaten te hebben geboekt bij Hartlepool, stapte het duo in 1967 over naar Derby County. Deze club speelde toen onderaan in de Second Division. In een aantal jaar tijd maakten Clough en Taylor van het kleine provincieclubje een respectabele club, die in 1968/69 promoveerde naar de First Division en in 1971/72 een titelkandidaat was.

## Kampioen, Leeds en Nottingham
In 1972, toen Derby samen met Liverpool en Leeds United meedeed om de titel nadat Derby in de laatste competitiewedstrijd met 1-0 te sterk was voor Liverpool, nam Taylor de selectie mee op vakantie naar Mallorca. Hier ontvingen zij het goede nieuws dat beide clubs hun laatste wedstrijd niet hadden gewonnen en dat Derby County dus voor het eerst in haar bestaan kampioen was geworden. Clough stond in Derby echter niet alleen bekend als succestrainer, maar ook als lastpak van het bestuur, door steeds dure spelers aan te trekken zonder hun medeweten. Hierdoor kwam er in 1973 een einde aan de samenwerking. Het duo Clough-Taylor vertrok naar Brighton & Hove Albion, waar het een jaar teleurstelde. Clough werd echter bij de start van 1974/75 aangetrokken als trainer van Leeds United, omdat Don Revie Engels bondscoach werd. Clough, die in het verleden regelmatig kritiek uitte op Revie en het team van Leeds, flopte in Leeds en werd na zes wedstrijden aan de kant gezet.
Clough zat niet lang zonder werk. In januari 1975 ging hij aan de slag bij Nottingham Forest. In eerste instantie zonder Taylor, die zich in de zomer van 1976 bij zijn collega voegde. Toen dit magische tandem eenmaal herenigd was, schreven zij in een 18-jarig dienstverband geschiedenis bij de club. Een jaar na promotie naar de First Division in 1976/77, kroonde Forest zich tot kampioen van Engeland in 1977/78. Bovendien kroonde hij Forest tot Europees kampioen door de Europacup I-finale te winnen van Malmö FF in 1978/79. Een jaar later, in 1979/80, verdedigde hij deze met succes, door onder meer Ajax in de twee halve finales en vervolgens Hamburger SV in de finale, te verslaan. In 1984 kwam zijn zoon Nigel bij de selectie. In 1993 nam Clough afscheid als trainer. Op 20 september 2004 overleed hij in Derby aan maagkanker.

## Erelijst

### Als speler
Middlesbrough
- North Riding Senior Cup: 1954/55

 Engeland
- British Home Championship: 1959/60

### Als trainer
Derby County
- Football League First Division: 1971/72
- Football League Second Division: 1968/69
- Texaco Cup: 1971/72

 Nottingham Forest
- Football League First Division: 1977/78
- Football League Cup: 1977/78, 1978/79, 1988/89, 1989/90
- Full Members Cup: 1988/89, 1991/92
- FA Charity Shield: 1978
- European Cup: 1978/79, 1979/80
- European Super Cup: 1979
- Anglo-Scottish Cup: 1976/77

## Trivia
- Clough verwierf in Nederland bekendheid als de bedenker van de term Mickey Mouse League, de weinig vleiende bijnaam voor de Nederlandse competitie.
- In 2009 kwam de film The Damned United uit, een film over het leven als trainer van Brian Clough. De hoofdrol werd gespeeld door Michael Sheen.
- Nigel Clough, de zoon van Brian, schopte het ook tot trainer en trainde Derby County vier jaar lang. Nigel had al veel succes met Burton Albion.
- Elk seizoen werd er bij de East Midlands-derby tussen Derby County en Nottingham Forest de Brian Clough Trophy uitgereikt aan de winnaar. Dit ter nagedachtenis aan de overleden trainer die beide clubs trainde.